# Frank Beal
Pour les articles homonymes, voir Beal.
Frank Beal est un réalisateur, scénariste et acteur américain, né à Cleveland (Ohio), le 11 septembre 1862 et mort à Hollywood (Californie) le 20 décembre 1934.

## Biographie
Frank Beal commence sa carrière d'acteur au théâtre à l'âge de 18 ans en 1880 et devient célèbre en tant qu'acteur et metteur en scène. En 1908, il passe de la scène au cinéma et commence à travailler pour la Selig Polyscope Company de William Selig, basée à Chicago. Sa nécrologie dans le Los Angeles Times indique qu'il est « l'une des premières figures éminentes de l'industrie théâtrale à le déserter et à aller au cinéma. »
Comme acteur, il est apparu dans 53 films entre 1910 et 1933. Il a également réalisé 54 films entre 1910 et 1921
Frank Beal était marié avec Louise Lester et est le père de Scott Beal (en).

## Filmographie partielle

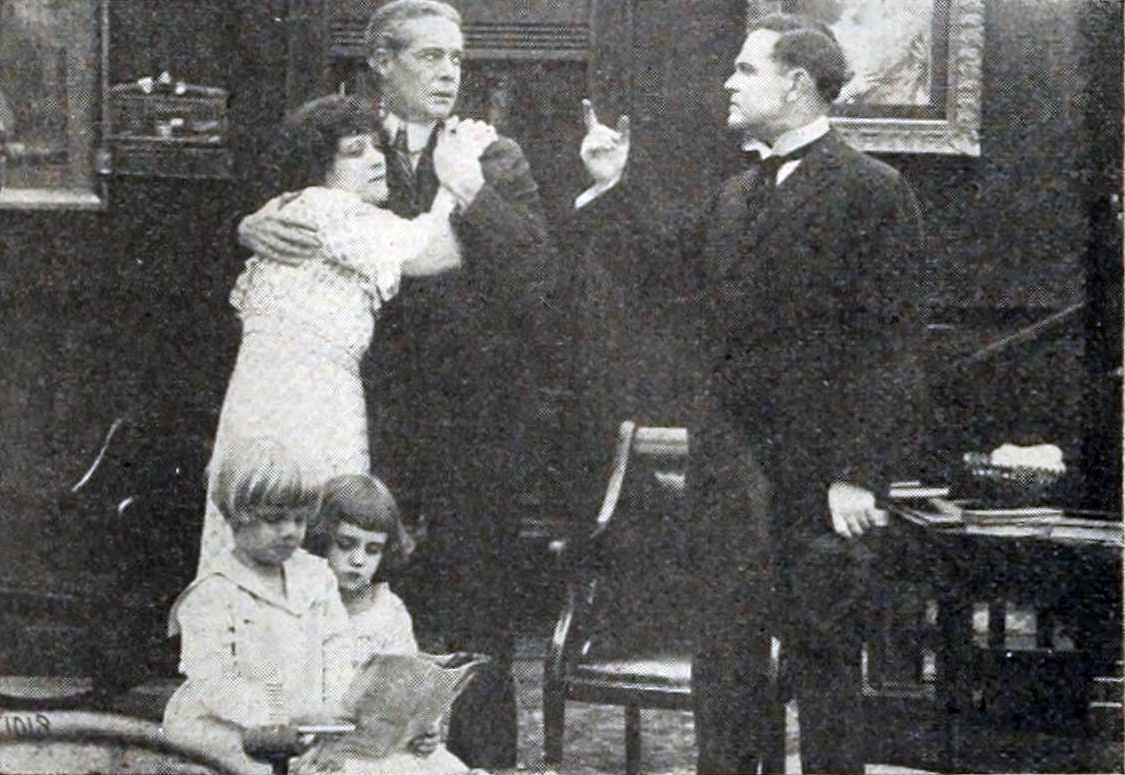
The Sacrifice (1916)

### Comme réalisateur

#### Années 1910
- 1910 : Under the Stars and Stripes
- 1910 : The Devil, the Servant, and the Man
- 1910 : In the Serpent's Power
- 1910 : The Angelus
- 1910 : The Regeneration
- 1910 : Two Lucky Jims
- 1910 : The Squaw and the Man
- 1911 : The Tenderfoot's Round-Up
- 1911 : An Arizona Romance (it)
- 1911 : Bertie's Bandit
- 1911 : The Mission in the Desert
- 1911 : The Sheriff's Sweethearts
- 1912 : When Memory Calls
- 1912 : The Brotherhood of Man
- 1912 : Sons of the North Woods
- 1912 : When the Heart Rules
- 1912 : The Devil, the Servant and the Man
- 1912 : The Law of the North (it)
- 1912 : The Stronger Mind
- 1912 : The Turning Point
- 1912 : The Girl with the Lantern
- 1913 : The Inside of the White Slave Traffic
- 1914 : The Line-Up at Police Headquarters
- 1915 : Man and the Outlaw
- 1915 : The Smouldering
- 1915 : The Melody of Doom
- 1915 : Mutiny in the Jungle
- 1915 : The Bridge of Time
- 1915 : I'm Glad My Boy Grew Up to Be a Soldier
- 1915 : The Coquette's Awakening
- 1916 : The Sacrifice
- 1916 : The Buried Treasure of Cobre (it)
- 1916 : The Devil, the Servant, and the Man (it)
- 1916 : The Far Country (it)
- 1917 : The Curse of Eve
- 1918 : Her Moment (en)
- 1918 : La Zone dangereuse (The Danger Zone)
- 1918 : Mother, I Need You
- 1919 : The Divorce Trap
- 1919 : Chasing Rainbows
- 1919 : The Broken Commandments
- 1919 : Le Dernier Exploit (Thieves)
- 1919 : Tin Pan Alley

#### Années 1920
- 1920 : The Devil's Riddle
- 1920 : Destructeur de foyers (A World of Folly)
- 1921 : Soul and Body

### Comme acteur
- 1922 : A Question of Honor d'Edwin Carewe : Stephen Douglas
- 1923 : Playing It Wild (en) de William Duncan : Wetherby, un peintre
- 1923 : T'excite pas (Soft Boiled) de John G. Blystone : John Steele
- 1923 : When Odds Are Even (en) de James Flood : Clive Langdon
- 1924 : Ses premières armes (en) (Hook and Ladder) d'Edward Sedgwick : Capt. 'Smoky Joe' Drennan
- 1924 : Arizona Express (en) de Tom Buckingham : le juge Ashton
- 1924 : The Lone Chance de Howard M. Mitchell : Warden
- 1925 : La Merveilleuse Aventure (Marriage in Transit) de Roy William Neill
- 1927 : The Last Trail de Lewis Seiler
- 1927 : Le Voile nuptial (The Stolen Bride) de Alexander Korda : le Comte Thurzo
- 1931 : Son gosse (Young Donovan's Kid) de Fred Niblo : McConnell
- 1931 : Everything's Rosie de Clyde Bruckman
- 1932 : Madame Racketeer de Harry Wagstaff Gribble et Alexander Hall
- 1933 : Une nuit seulement (Only Yesterday) de John M. Stahl